# František Šorm
František Šorm (n. 28 februarie 1913, Praga, Austro-Ungaria – d. 18 noiembrie 1980, Praga, Cehoslovacia) a fost un chimist ceh cunoscut pentru sinteza compușilor naturali, în principal terpene și compuși biologic activi extrași din plante. Šorm a fost fondatorul Institutului de Chimie Organică și Biochimie al Academiei de Științe a Cehoslovaciei. 
Šorm a studiat la Facultatea de Chimie a Universității Tehnice Cehe (mai târziu Institutul de Tehnologie Chimică, VŠCHT), absolvind studiile în 1936. În timpul războiului, Šorm a lucrat într-un laborator chimic. La sfârșitul acestuia s-a întors la universitate, iar în 1946 a fost numit profesor al VŠCHT. În 1950, Šorm a fost numit profesor de chimie organică la Universitatea Carolină din Praga. 
În 1952, Šorm a devenit directorul Institutului de Chimie Organică și Biochimie, parte a Academiei de Științe a Cehoslovaciei și Secretar General al Academiei. Din 1962 până în 1969 a fost al doilea președinte al Academiei (după Zdeněk Nejedlý). 
František Šorm a fost un comunist ferm și membru al Comitetului Central al Partidului Comunist din Cehoslovacia. Totuși – în rolul său de om de știință și organizator – a luat în considerare numai capacitățile profesionale ale colegilor săi, nu poziția lor politică. În 1968 a susținut politica de reformă a Primăverii de la Praga . După Invazia Cehoslovaciei (împotriva căreia a protestat), Šorm a fost înlăturat din funcțiile sale administrative, i-a fost interzis să participe la conferințe în străinătate și – la vârsta de 60 de ani – a fost forțat să se pensioneze anticipat. Mai târziu a trăit în izolare și a murit de un atac de cord. 

Institutul Šorm nou fondat oferă o medalie numită după ilustrul om de știință. Asteroidul 3993 Šorm, descoperit de Antonín Mrkos, a fost numit în onoarea sa în 1988. 

## Legături externe
- Scurtă biografie și prezentare generală a activităților[nefuncțională]
 de Antonín Holý.
- Despre Šorm și Fundația Šorm Arhivat în 6 martie 2001, la Wayback Machine., 1994.